# Nati il 16 marzo
| Questa pagina contiene informazioni ricavate automaticamente dalle voci biografiche con l'ausilio del template Bio e di un bot. L'aggiornamento è periodico e automatico e ricostruisce completamente la pagina. Se manca una persona in questa lista, sei pregato di non aggiungerla, ma accertati piuttosto che la sua voce biografica contenga il template Bio e che i dati anagrafici siano correttamente compilati. Se il template Bio manca, inseriscilo tu stesso o, in alternativa, metti l'avviso {{tmp\|Bio}} che ne segnala la mancanza. Se i dati riportati sono sbagliati, correggi direttamente la voce biografica; le modifiche saranno visibili in questa lista entro pochi giorni. Per chiarimenti vedi il progetto biografie. La lista contiene solo le 1.238 persone che sono citate nell'enciclopedia e per le quali è stato implementato correttamente il template Bio. Pagina aggiornata al 17 ago 2025. |

## XIV secolo(1)
- 1365 - Guillaume Martel, nobile e militare francese († 1415)

## XV secolo(3)
- 1445 - Johann Geiler von Kaysersberg, presbitero e predicatore svizzero († 1510)
- 1465 - Cunegonda d'Austria, nobile († 1520)
- 1473 - Enrico IV di Sassonia, nobile tedesco († 1541)

## XVI secolo(9)
- 1505 - Francesco Balbi da Correggio, scrittore e militare italiano († 1589)
- 1546 - Francesco Barbaro, patriarca cattolico e diplomatico italiano († 1616)
- 1568 - Juan Martínez Montañés, scultore e pittore spagnolo († 1649)
- 1581 - Pieter Corneliszoon Hooft, storico, poeta e drammaturgo olandese († 1647)
- 1585 - Gerbrand Adriaensz Bredero, poeta e drammaturgo olandese († 1618)
- 1585 - Giacinta Marescotti, religiosa e santa italiana († 1640)
- 1596 - Camillo Gavasetti, pittore italiano († 1630)
- 1596 - Ebba Brahe, nobile svedese († 1674)
- 1597 - Benedetto Molli, architetto e gesuita italiano († 1657)

## XVII secolo(19)
- 1609 - Agostino Mitelli, pittore italiano († 1660)
- 1626 - Cornelius Van Steenwyck, politico olandese († 1684)
- 1634 - Madame de La Fayette, scrittrice e biografa francese († 1693)
- 1643 - Jacques de Goyon de Matignon, vescovo cattolico francese († 1727)
- 1644 - Melchior Friedrich von Schönborn-Buchheim, nobile e politico tedesco († 1717)
- 1645 - Enrico Alberto di Cossé-Brissac, nobile francese († 1698)
- 1651 - Georg Benedikt von Ogilvy, generale boemo († 1710)
- 1651 - Zaccaria Tevo, francescano, compositore e organista italiano
- 1655 - Charles de Sainte-Maure, marchese d'Augé, ammiraglio francese († 1744)
- 1670 - François de Franquetot de Coigny, militare francese († 1759)
- 1671 - Nicolò Foscarini, politico e ambasciatore italiano († 1752)
- 1673 - Jean Bouhier, giurista e magistrato francese († 1746)
- 1678 - Carlo Filiberto II d'Este, nobile († 1752)
- 1680 - Camillo Affarosi, abate e storico italiano († 1763)
- 1687 - Girolamo Frosini, fantino italiano
- 1687 - Anton Lazzaro Moro, presbitero e naturalista italiano († 1764)
- 1687 - Sofia Dorotea di Hannover, regina († 1757)
- 1691 - Francesco Lanfreschi, arcivescovo cattolico italiano († 1754)
- 1694 - Christian Hilfgott Brand, pittore tedesco († 1756)

## XVIII secolo(38)
- 1719 - Giorgio Ludovico di Holstein-Gottorp, militare russo († 1763)
- 1721 - Tobias Smollett, scrittore, storico e traduttore scozzese († 1771)
- 1721 - Augusto Filippo di Limburg-Stirum, vescovo cattolico e nobile tedesco († 1797)
- 1729 - Maria Luisa Albertina di Leiningen-Dagsburg-Falkenburg, nobile tedesca († 1818)
- 1738 - Giuseppe Fontanelli, fantino italiano
- 1739 - George Clymer, politico statunitense († 1813)
- 1740 - Johann Jacob Schweppe, inventore e imprenditore tedesco († 1821)
- 1741 - Carlo Amoretti, naturalista, agronomo e traduttore italiano († 1816)
- 1749 - Joseph Richter, scrittore e poeta austriaco († 1813)
- 1750 - Caroline Lucretia Herschel, astronoma, matematica e cantante lirica britannica († 1848)
- 1751 - James Madison, politico statunitense († 1836)
- 1752 - Antoine Joseph Santerre, generale e rivoluzionario francese († 1809)
- 1754 - Manuel Antonio de Emparán y Orbe, militare spagnolo († 1801)
- 1756 - Jean-Baptiste Carrier, politico e rivoluzionario francese († 1794)
- 1759 - Antoine-Guillaume Rampon, militare francese († 1842)
- 1760 - Heinrich Meyer, pittore e critico d'arte svizzero († 1832)
- 1763 - Mary Berry, scrittrice inglese († 1852)
- 1766 - Jean Frederic Waldeck, archeologo, esploratore e cartografo francese († 1875)
- 1770 - Alessandra Mari, patriota italiana († 1848)
- 1771 - Friedrich Jacob Bast, diplomatico e grecista francese († 1811)
- 1771 - Antoine-Jean Gros, pittore francese († 1835)
- 1773 - Juan Ramón Balcarce, politico e militare argentino († 1836)
- 1774 - Matthew Flinders, esploratore, navigatore e cartografo britannico († 1814)
- 1776 - Agostino Lascaris di Ventimiglia, politico italiano († 1838)
- 1783 - Giuseppe Amante, medico e patriota italiano († 1868)
- 1788 - Dietrich Wilhelm Heinrich Busch, chirurgo tedesco († 1858)
- 1788 - Giuseppe Giovannetti, militare italiano († 1848)
- 1789 - Francis Rawdon Chesney, generale britannico († 1872)
- 1789 - Hibetullah Sultan, principessa ottomana († 1841)
- 1789 - Georg Ohm, fisico e matematico tedesco († 1854)
- 1791 - Giovita Scalvini, scrittore, poeta e patriota italiano († 1843)
- 1794 - Ami Boué, geologo e antropologo tedesco († 1881)
- 1794 - Ferdinando Cavalleri, pittore italiano († 1865)
- 1796 - Cincinnato Baruzzi, scultore italiano († 1878)
- 1796 - Vittorio Garretti di Ferrere, generale italiano († 1861)
- 1796 - Fedele Sutter, arcivescovo cattolico italiano († 1883)
- 1799 - Anna Atkins, botanica e fotografa inglese († 1871)
- 1800 - Ninkō, imperatore giapponese († 1846)

## XIX secolo(186)
- 1803 - Nikolaj Michajlovič Jazykov, poeta russo († 1846)
- 1804 - Jules-Claude Ziegler, pittore, ceramista e fotografo francese († 1856)
- 1806 - Félix De Vigne, pittore e archeologo belga († 1862)
- 1806 - Felice Frasi, organista e compositore italiano († 1879)
- 1812 - Juraj Dobrila, vescovo cattolico croato († 1882)
- 1812 - Carlo Usigli, scacchista italiano († 1894)
- 1813 - Carlo Guasco, tenore italiano († 1876)
- 1813 - Gaëtan de Rochebouët, politico e militare francese († 1899)
- 1814 - Giulio Alary, compositore italiano († 1891)
- 1814 - Rudolf Dietsch, filologo classico e linguista tedesco († 1875)
- 1814 - Rafael Tristany, militare spagnolo († 1899)
- 1815 - Maria Domenica Lazzeri, mistica italiana († 1848)
- 1818 - Marie-Nicolas-Antoine Daveluy, missionario, vescovo cattolico e santo francese († 1866)
- 1819 - José Paranhos, visconte di Rio Branco, politico e diplomatico brasiliano († 1880)
- 1820 - Enrico Tamberlik, tenore italiano († 1889)
- 1820 - Cesare Valerio, politico italiano († 1873)
- 1821 - Francesco Donati, religioso, poeta e critico letterario italiano († 1877)
- 1821 - Ernest Feydeau, scrittore francese († 1873)
- 1822 - Rosa Bonheur, pittrice francese († 1899)
- 1822 - John Pope, generale statunitense († 1892)
- 1823 - John Stallo, giurista, filosofo e ambasciatore tedesco († 1900)
- 1824 - Aleksej Bogoljubov, pittore russo († 1896)
- 1825 - Camilo Castelo Branco, scrittore portoghese († 1890)
- 1825 - Fedele De Siervo, politico italiano († 1913)
- 1827 - Benjamin Piercy, ingegnere gallese († 1888)
- 1827 - Felix von Wimpffen, diplomatico austriaco († 1882)
- 1828 - Pavol Dobšinský, scrittore, etnografo e pastore protestante slovacco († 1885)
- 1829 - Gerolamo Boccardo, economista e politico italiano († 1904)
- 1829 - George Maxwell Robeson, politico statunitense († 1897)
- 1831 - Anna Alcott Pratt, statunitense († 1893)
- 1832 - Jacopo Comin, politico italiano († 1896)
- 1833 - Aurelio Gotti, scrittore italiano († 1904)
- 1834 - Antonino Bertolotti, scrittore, archivista e storico dell'arte italiano († 1893)
- 1834 - James Hector, geologo, naturalista e chirurgo scozzese († 1907)
- 1837 - Felix Formento, chirurgo statunitense († 1907)
- 1837 - Venceslao Spalletti, politico italiano († 1899)
- 1838 - Giuseppe Oronzo Giannuzzi, fisiologo italiano († 1876)
- 1839 - Giovanni Acquaderni, sociologo e banchiere italiano († 1922)
- 1839 - Emilio Franceschi, scultore italiano († 1890)
- 1839 - Émile Jean-Fontaine, velista francese († 1905)
- 1839 - Giuseppe Paoli, fantino italiano († 1880)
- 1839 - Sully Prudhomme, poeta francese († 1907)
- 1839 - John Butler Yeats, pittore irlandese († 1922)
- 1839 - Harry Yount, militare e esploratore statunitense († 1924)
- 1840 - José Gabriel del Rosario Brochero, presbitero argentino († 1914)
- 1841 - George Craven, III conte di Craven, nobile inglese († 1883)
- 1841 - Simone Cuccia, avvocato, sociologo e politico italiano († 1894)
- 1842 - Giovanni Smirich, archeologo e pittore dalmata († 1929)
- 1843 - Otto Hirschfeld, storico, archeologo e epigrafista tedesco († 1922)
- 1843 - Antonio Pellegrini, politico italiano († 1905)
- 1843 - Conrad von Preysing, nobile e politico tedesco († 1903)
- 1844 - Heinrich Natter, scultore austriaco († 1892)
- 1845 - Giuseppe Jung, matematico italiano († 1926)
- 1845 - Gustav Zorn, pittore austriaco († 1893)
- 1846 - Rebecca Cole, medico statunitense († 1922)
- 1846 - Jules François Alexandre Joffrin, politico francese († 1890)
- 1846 - Gösta Mittag-Leffler, matematico svedese († 1927)
- 1849 - Karl Brugmann, linguista e filologo tedesco († 1919)
- 1850 - Alexander Bittner, paleontologo e geologo austriaco († 1902)
- 1851 - Martinus Willem Beijerinck, microbiologo e botanico olandese († 1931)
- 1851 - Maria Antonietta di Borbone-Due Sicilie, nobile italiana († 1938)
- 1852 - Silvio Canevazzi, ingegnere italiano († 1918)
- 1852 - Kodama Gentarō, generale e politico giapponese († 1906)
- 1852 - Policarpo Petrocchi, scrittore e filologo italiano († 1902)
- 1853 - William Eagle Clarke, ornitologo britannico († 1938)
- 1853 - Heinrich Kayser, fisico tedesco († 1940)
- 1855 - Achille Maffre de Baugé, poeta francese († 1928)
- 1855 - Aleksej Andreevič Polivanov, generale e politico russo († 1920)
- 1856 - Napoleone Eugenio Luigi Bonaparte, militare francese († 1879)
- 1857 - Gaetano Pitta, scrittore e giornalista italiano († 1950)
- 1857 - Jenny Zillhardt, pittrice francese († 1939)
- 1858 - Silvio Pellerano, avvocato, dirigente d'azienda e politico italiano († 1927)
- 1859 - Aleksandr Stepanovič Popov, fisico russo († 1906)
- 1859 - Gino Starace, pittore e illustratore italiano († 1950)
- 1860 - Mary Hutcheson Page, attivista statunitense († 1940)
- 1862 - Cecil Haig, schermidore britannico († 1947)
- 1862 - Wil van Gogh, insegnante e attivista olandese († 1941)
- 1863 - Max van Berchem, arabista svizzero († 1921)
- 1863 - Friedrich Rinne, mineralogista e cristallografo tedesco († 1933)
- 1865 - Hans Achelis, archeologo e storico tedesco († 1937)
- 1866 - Edmund Kerchever Chambers, storico britannico († 1954)
- 1866 - Lewis Clinton-Baker, ammiraglio inglese († 1939)
- 1868 - Charles Meyer, ciclista su strada e pistard danese († 1931)
- 1868 - Pio Viazzi, politico, filosofo e giurista italiano († 1914)
- 1869 - Willy Burmester, violinista e compositore tedesco († 1933)
- 1869 - Ugo Da Como, politico italiano († 1941)
- 1870 - DeLisle Stewart, astronomo statunitense († 1941)
- 1871 - Il Biondin, brigante italiano († 1905)
- 1871 - Frantz Reichel, dirigente sportivo, giornalista e rugbista a 15 francese († 1932)
- 1871 - Édouard Rist, medico francese († 1956)
- 1873 - Emanuele Filiberto di Villafranca-Soissons, nobile italiano († 1933)
- 1874 - Frédéric François-Marsal, politico francese († 1958)
- 1875 - Percy MacKaye, drammaturgo, poeta e librettista statunitense († 1956)
- 1876 - Charles Halton, attore statunitense († 1959)
- 1877 - Sam Wolstenholme, calciatore e allenatore di calcio inglese († 1945)
- 1878 - Clemens August von Galen, cardinale e vescovo cattolico tedesco († 1946)
- 1878 - Teofilo Petriella, politico e antifascista italiano († 1925)
- 1878 - Henry B. Walthall, attore statunitense († 1936)
- 1879 - Mark Sykes, diplomatico britannico († 1919)
- 1880 - Paul Castanet, mezzofondista francese († 1967)
- 1880 - Carlo Favale, dirigente sportivo italiano († 1932)
- 1880 - Pietro Paolo Fusco, poeta e medico italiano († 1918)
- 1880 - Ugo Nebbia, pittore, critico d'arte e restauratore italiano († 1965)
- 1881 - Joe Grim, pugile statunitense († 1939)
- 1881 - Giuseppe Valenzini, dirigente sportivo italiano († 1955)
- 1882 - Jim Lightbody, mezzofondista e siepista statunitense († 1953)
- 1883 - Ersilio Ambrogi, politico italiano († 1964)
- 1883 - Carol Ardeleanu, scrittore rumeno († 1949)
- 1883 - Rudolf John Gorsleben, giornalista e drammaturgo tedesco († 1930)
- 1883 - Sonia Greene, scrittrice e editrice statunitense († 1972)
- 1883 - Ignatij Julianovič Kračkovskij, orientalista e geografo russo († 1951)
- 1884 - Aleksandr Romanovič Beljaev, scrittore russo († 1942)
- 1884 - Harrison Ford, attore statunitense († 1957)
- 1885 - Matteo Adinolfi, avvocato e politico italiano († 1953)
- 1885 - Fernand Baldet, astronomo francese († 1964)
- 1885 - Giacomo Benvenuti, compositore italiano († 1943)
- 1885 - Cesare Calciati, esploratore italiano († 1929)
- 1885 - Sydney Chaplin, attore e regista inglese († 1965)
- 1885 - Luigi Garlatti Venturini, architetto italiano († 1962)
- 1885 - Maurice Loutreuil, pittore francese († 1925)
- 1885 - Alfred Wiener, storico e giornalista tedesco († 1964)
- 1885 - I. A. R. Wylie, scrittrice e poetessa australiana († 1959)
- 1886 - Oreste Filopanti, partigiano italiano († 1966)
- 1886 - Herbert Lindström, tiratore di fune svedese († 1951)
- 1886 - Emilio Lunghi, mezzofondista e velocista italiano († 1925)
- 1886 - Sigurd Smebye, ginnasta norvegese († 1954)
- 1887 - Samuel Stillman Berry, zoologo statunitense († 1984)
- 1888 - Marco II Khouzam, patriarca cattolico egiziano († 1958)
- 1888 - Edgar Laplante, truffatore statunitense († 1944)
- 1888 - Mitsumi Shimizu, ammiraglio giapponese († 1971)
- 1889 - Friedrich Fehér, attore, regista e sceneggiatore austriaco († 1950)
- 1889 - Elsie Janis, cantante, attrice e compositrice statunitense († 1956)
- 1889 - Luigi Manenti, pianista, compositore e docente italiano († 1980)
- 1889 - Paolo Puntoni, generale italiano († 1967)
- 1889 - Harry Revier, regista, sceneggiatore e produttore cinematografico statunitense († 1957)
- 1889 - Hans Riso, calciatore tedesco
- 1889 - Sebastian Tromp, presbitero, teologo e latinista olandese († 1975)
- 1889 - Reggie Walker, velocista sudafricano († 1951)
- 1889 - George Walsh, attore statunitense († 1981)
- 1890 - Alessandro Degai, pittore russo († 1962)
- 1890 - Solomon Michajlovič Michoėls, attore russo († 1948)
- 1891 - Patsy Gallacher, calciatore irlandese († 1953)
- 1891 - Marcelle Capy, giornalista e scrittrice francese († 1962)
- 1891 - Attilio Rizzo, partigiano italiano († 1945)
- 1891 - Ciro Scianna, militare italiano († 1918)
- 1891 - Alfonsina Strada, ciclista su strada italiana († 1959)
- 1892 - Anna Dengel, medico e missionaria austriaca († 1980)
- 1892 - Amos Nattini, pittore italiano († 1985)
- 1892 - César Vallejo, poeta e scrittore peruviano († 1938)
- 1892 - Marian Zyndram-Kościałkowski, politico polacco († 1946)
- 1893 - Gaetano Aneris, avvocato e politico italiano
- 1893 - Isobel Elsom, attrice inglese († 1981)
- 1893 - Maria Orska, attrice tedesca († 1930)
- 1893 - William Cavendish-Bentinck, VII duca di Portland, politico inglese († 1977)
- 1894 - Roberto Corsini, pittore, intarsiatore e fotografo italiano († 1945)
- 1894 - Adevildo De Marchi, calciatore italiano († 1965)
- 1894 - Gene Havlick, montatore statunitense († 1959)
- 1894 - Emory Johnson, attore e regista statunitense († 1960)
- 1894 - Ottavio Piccinini, allenatore di calcio italiano († 1952)
- 1894 - Ėsfir' Il'inična Šub, regista e montatrice sovietica († 1959)
- 1895 - Ettore Blasi, maratoneta italiano
- 1895 - Giuseppe Ghiglione, calciatore italiano († 1981)
- 1895 - Ernest Labrousse, storico francese († 1988)
- 1895 - Vittorio Leonardi, militare italiano († 1918)
- 1895 - Severo Pozzati, pubblicitario, pittore e scultore italiano († 1983)
- 1895 - Alfredo Schiaffini, filologo e linguista italiano († 1971)
- 1896 - Carlo Degara, calciatore italiano († 1984)
- 1896 - Otto Hofmann, generale tedesco († 1982)
- 1896 - William L. Langer, storico statunitense († 1977)
- 1897 - Antonio Donghi, pittore italiano († 1963)
- 1897 - Józef Lange, pistard polacco († 1972)
- 1897 - Conrad Nagel, attore statunitense († 1970)
- 1897 - Leslie Savage, nuotatore britannico († 1979)
- 1898 - Benedetto di Ponio, chitarrista italiano († 1964)
- 1898 - Dutch Lonborg, cestista, giocatore di football americano e allenatore di pallacanestro statunitense († 1985)
- 1899 - Francantonio Biaggi, politico italiano († 1979)
- 1899 - Jack Budd, pallanuotista britannico († 1952)
- 1899 - Carlo Citarella, militare italiano († 1918)
- 1899 - Ok Formenoij, calciatore olandese († 1977)
- 1899 - Decimo Granzotto, politico e partigiano italiano († 1992)
- 1899 - Stanisława Rodzińska, religiosa polacca († 1945)
- 1899 - Aleksej Šapošnikov, calciatore sovietico († 1962)
- 1899 - Luigi Lorenzo Secchi, ingegnere, architetto e pubblicista italiano († 1992)
- 1900 - Giuseppe Gonella, politico italiano († 1978)
- 1900 - Olga Belajeff, attrice russa
- 1900 - Rudolf Rahn, diplomatico tedesco († 1975)

## XX secolo(952)
- 1901 - Antonio Amato, imprenditore italiano († 1979)
- 1901 - Alexis Chantraine, calciatore e allenatore di calcio belga († 1987)
- 1901 - Jean Mouroux, teologo francese († 1973)
- 1901 - Chaya Mushka Schneerson, personalità religiosa bielorussa († 1988)
- 1902 - Ottorino Aloisio, architetto italiano († 1986)
- 1902 - Henry Hansen, ciclista su strada danese († 1985)
- 1902 - Mario Monticelli, scacchista e giornalista italiano († 1995)
- 1902 - Dagoberto Ortensi, ingegnere italiano († 1975)
- 1902 - Leon Roppolo, clarinettista statunitense († 1943)
- 1903 - Rinaldo De Benedetti, scrittore italiano († 1996)
- 1903 - Henri Lhote, archeologo francese († 1991)
- 1903 - Mike Mansfield, politico e diplomatico statunitense († 2001)
- 1903 - José Abraham Martínez Betancourt, vescovo cattolico messicano († 1982)
- 1903 - Salvatore Pugliatti, giurista italiano († 1976)
- 1903 - Dorothy Seastrom, attrice statunitense († 1930)
- 1904 - Umberto Alessio, calciatore italiano
- 1904 - Doreen Warriner, economista britannica († 1972)
- 1905 - Carlo Andrei, antifascista, partigiano e politico italiano († 1994)
- 1905 - Elisabeth Flickenschildt, attrice tedesca († 1977)
- 1905 - Marco Giuntelli, ciclista su strada italiano († 1964)
- 1905 - William Miller, canottiere statunitense († 1985)
- 1905 - Manuel Rodrigues, calciatore portoghese
- 1906 - Francisco Ayala, scrittore spagnolo († 2009)
- 1906 - Domenico Cantatore, pittore, illustratore e scrittore italiano († 1998)
- 1907 - Hayes Dockrell, nuotatore e pallanuotista irlandese († 1970)
- 1907 - Parvin E'tesami, poetessa iraniana († 1941)
- 1907 - Vojtech Löffler, scultore slovacco († 1990)
- 1907 - Alf Lythgoe, calciatore e allenatore di calcio inglese († 1967)
- 1907 - Leonello Martini, scrittore e fumettista italiano († 1990)
- 1907 - Antal Újváry, pallamanista ungherese († 1956)
- 1907 - Alexander Wiener, immunologo statunitense († 1976)
- 1907 - Luis de Carlos, dirigente sportivo spagnolo († 1994)
- 1908 - Orfeo Amadò, architetto svizzero († 1979)
- 1908 - Gerhard Damköhler, chimico tedesco († 1944)
- 1908 - René Daumal, poeta, scrittore e filosofo francese († 1944)
- 1908 - Ernest Rogez, pallanuotista francese († 1986)
- 1908 - Robert Rossen, regista, sceneggiatore e produttore cinematografico statunitense († 1966)
- 1908 - Josip Tomasevich, economista e scrittore statunitense († 1994)
- 1909 - Robert Lewis, attore e regista statunitense († 1997)
- 1909 - Ernesto Nathan Rogers, architetto e teorico dell'architettura italiano († 1969)
- 1910 - Palma Bucarelli, critica d'arte, storica dell'arte e museologa italiana († 1998)
- 1910 - Ingenuino Dallago, combinatista nordico e saltatore con gli sci italiano († 1999)
- 1910 - Aladár Gerevich, schermidore ungherese († 1991)
- 1910 - Philippe Marçais, linguista, arabista e politico francese († 1984)
- 1910 - Libero Mazza, prefetto e politico italiano († 2000)
- 1910 - Secondo Roggero, allenatore di calcio e calciatore italiano († 1980)
- 1910 - Lota de Macedo Soares, architetta, designer e urbanista brasiliana († 1967)
- 1911 - Marion Byron, attrice statunitense († 1985)
- 1911 - Graham Dadds, hockeista su prato britannico († 1980)
- 1911 - Bob Foster, pilota motociclistico britannico († 1982)
- 1911 - Pierre Harmel, politico belga († 2009)
- 1911 - Ewart Jones, chimico gallese († 2002)
- 1911 - Josef Mengele, medico, militare e criminale di guerra tedesco († 1979)
- 1912 - Ana Bešlić, scultrice jugoslava († 2008)
- 1912 - Paddy Bradshaw, calciatore irlandese († 1963)
- 1912 - Luigi Canali, partigiano e esperantista italiano († 1945)
- 1912 - Sabicas, chitarrista spagnolo († 1990)
- 1912 - Pierre Dalem, calciatore belga († 1993)
- 1912 - Francesca Devoto, pittrice italiana († 1989)
- 1912 - Ernesto Franceschi, bobbista italiano († 1943)
- 1912 - Sven Hansson, fondista svedese († 1971)
- 1912 - José Iraragorri, calciatore spagnolo († 1983)
- 1912 - Pat Nixon, first lady statunitense († 1993)
- 1912 - Giulio Turcato, pittore italiano († 1995)
- 1912 - Gustave Van Belle, ciclista su strada belga († 1954)
- 1913 - Guido Corbelli, calciatore e allenatore di calcio italiano († 1994)
- 1913 - Maria Pasquinelli, attivista italiana († 2013)
- 1914 - Federico Roncarolo, calciatore italiano († 1986)
- 1915 - Sebastiano Bacchini, militare e aviatore italiano († 1937)
- 1915 - Ermanno Dossetti, antifascista, partigiano e politico italiano († 2008)
- 1915 - Kunihiko Kodaira, matematico giapponese († 1997)
- 1915 - Wilhelm Simetsreiter, calciatore tedesco († 2001)
- 1915 - Howard Vocke, cestista statunitense († 1998)
- 1916 - Clyde Elmer Anderson, politico statunitense († 1998)
- 1916 - Fritz Machate, calciatore e allenatore di calcio tedesco († 1999)
- 1916 - Mercedes McCambridge, attrice statunitense († 2004)
- 1916 - Sidney W. Pink, regista e produttore cinematografico statunitense († 2002)
- 1916 - Dave Quabius, cestista e allenatore di pallacanestro statunitense († 1983)
- 1916 - Maxine Reiner, attrice e modella statunitense († 2003)
- 1916 - Tsutomu Yamaguchi, ingegnere giapponese († 2010)
- 1917 - Giuliano Gobetto, calciatore italiano
- 1917 - Ezio Monti, generale e aviatore italiano († 2012)
- 1918 - Antonio Moro, calciatore italiano
- 1918 - Arnaldo Pegollo, militare e partigiano italiano († 1945)
- 1918 - Lido Poli, militare e aviatore italiano († 1993)
- 1918 - Frederick Reines, fisico statunitense († 1998)
- 1918 - Aldo van Eyck, architetto olandese († 1999)
- 1919 - Aldo Fabbro, calciatore italiano († 1944)
- 1920 - John Addison, compositore britannico († 1998)
- 1920 - Dorothea Binz, tedesca († 1947)
- 1920 - Enzo Evangelisti, glottologo italiano († 1980)
- 1920 - Sid Fleischman, scrittore e sceneggiatore statunitense († 2010)
- 1920 - Ivo Galletti, imprenditore italiano († 2020)
- 1920 - Leopold Gernhardt, calciatore e allenatore di calcio austriaco († 2013)
- 1920 - Tonino Guerra, poeta, scrittore e sceneggiatore italiano († 2012)
- 1920 - Gustáv Hermann, cestista, allenatore di pallacanestro e dirigente sportivo cecoslovacco († 2010)
- 1920 - Traudl Junge, scrittrice tedesca († 2002)
- 1920 - Leo McKern, attore australiano († 2002)
- 1920 - Wolf Rilla, regista cinematografico e sceneggiatore tedesco († 2005)
- 1921 - Þórhallur Einarsson, calciatore islandese († 2007)
- 1921 - Anne Truitt, scultrice statunitense († 2004)
- 1922 - Lia Corelli, attrice italiana († 1987)
- 1922 - Claudio De Cuia, poeta e artista italiano († 2022)
- 1922 - Nico Messina, allenatore di pallacanestro italiano († 2005)
- 1922 - Gioiello Orsini, politico italiano († 1983)
- 1922 - Vela Peeva, partigiana bulgara († 1944)
- 1923 - Sergiu Cunescu, politico rumeno († 2005)
- 1923 - Robert Lafont, scrittore, linguista e politologo francese († 2009)
- 1924 - Cirillo Floreanini, alpinista italiano († 2003)
- 1924 - Wolfgang Kieling, attore, cantante e doppiatore tedesco († 1985)
- 1924 - Michael Seifert, militare e criminale di guerra ucraino († 2010)
- 1925 - Alessandro Alessandroni, compositore, direttore d'orchestra e arrangiatore italiano († 2017)
- 1925 - Fosco Becattini, calciatore italiano († 2016)
- 1925 - Valentino Bonaiti, calciatore italiano († 2006)
- 1925 - Cornell Borchers, attrice tedesca († 2014)
- 1925 - Amos Calderoni, operaio e partigiano italiano († 1944)
- 1925 - Giuseppe Gaggiotti, calciatore italiano († 2007)
- 1925 - Ervin Kassai, cestista e arbitro di pallacanestro ungherese († 2012)
- 1925 - Luis Ernesto Miramontes Cárdenas, chimico messicano († 2004)
- 1925 - Paolo Montarsolo, basso e attore cinematografico italiano († 2006)
- 1925 - Primiano Muratori, tecnico del suono italiano († 1996)
- 1925 - Werner Schreib, pittore tedesco († 1969)
- 1925 - Raúl Sendic Antonaccio, politico e rivoluzionario uruguaiano († 1989)
- 1925 - Luigi Turchi, giornalista e politico italiano († 2019)
- 1926 - Carlo Baldi, politico italiano († 2016)
- 1926 - Luigi Bloise, giornalista e politico italiano († 2001)
- 1926 - Peter Bumbers, cestista lettone († 1984)
- 1926 - Jerry Lewis, comico, attore e regista statunitense († 2017)
- 1926 - José Naranjo, calciatore messicano († 2012)
- 1926 - Idwār al-Kharrāṭ, scrittore e critico letterario egiziano († 2015)
- 1927 - Sheila Bond, attrice e cantante statunitense († 2017)
- 1927 - Manuel Cargaleiro, ceramista e pittore portoghese († 2024)
- 1927 - Roy Chiao, attore cinese († 1999)
- 1927 - Gino D'Antonio, fumettista italiano († 2006)
- 1927 - Bob Harris, cestista statunitense († 1977)
- 1927 - Vladimir Michajlovič Komarov, cosmonauta sovietico († 1967)
- 1927 - Daniel Patrick Moynihan, politico, sociologo e diplomatico statunitense († 2003)
- 1927 - Olga San Juan, attrice e cantante statunitense († 2009)
- 1927 - José Vizcarra Nieto, cestista peruviano († 1976)
- 1928 - Karlheinz Böhm, attore, attivista e filantropo austriaco († 2014)
- 1928 - Fausto De Luca, giornalista italiano († 1984)
- 1928 - Christa Ludwig, cantante lirica tedesca († 2021)
- 1928 - Jacques Seiler, attore francese († 2004)
- 1928 - Alberto Spreafico, politologo italiano († 1991)
- 1928 - Marcello Vigli, saggista, partigiano e insegnante italiano († 2024)
- 1929 - Manfred Börner, fisico tedesco († 1996)
- 1929 - Peppino Corrias, politico italiano († 2005)
- 1929 - Nadja Tiller, attrice austriaca († 2023)
- 1930 - Claudio Brezigar, hockeista su pista e allenatore di hockey su pista italiano († 2012)
- 1930 - Tommy Flanagan, pianista statunitense († 2001)
- 1930 - Jonathan Guinness, III barone Moyne, nobile e imprenditore britannico
- 1930 - Nanni Latini, pianista, compositore e critico d'arte italiano († 2017)
- 1930 - Lotte Ledl, attrice austriaca
- 1930 - Marcel Queheille, ciclista su strada francese († 2021)
- 1930 - Izet Sarajlić, storico, filosofo e poeta bosniaco († 2002)
- 1930 - Ramón Villaverde, calciatore uruguaiano († 1986)
- 1931 - Ángel Atienza, artista e calciatore spagnolo († 2015)
- 1931 - Juan Alberto Barea, cestista argentino († 2012)
- 1931 - Elliott Belgrave, politico barbadiano
- 1931 - Augusto Boal, regista teatrale, scrittore e politico brasiliano († 2009)
- 1931 - Acúrcio Carrelo, calciatore portoghese († 2010)
- 1931 - Ennio Finzi, pittore italiano († 2024)
- 1931 - Anthony Kenny, filosofo, teologo e educatore britannico
- 1931 - Guido Rossi, giurista, avvocato e politico italiano († 2017)
- 1932 - Metodi Andonov, regista bulgaro († 1974)
- 1932 - Walter Cunningham, astronauta statunitense († 2023)
- 1932 - Kurt Diemberger, alpinista austriaco
- 1932 - Renato Guarini, statistico italiano
- 1932 - Jorge Lucey, pallanuotista argentino († 2012)
- 1932 - Rosaura López, scrittrice spagnola († 2005)
- 1933 - Samuel Aguilar, calciatore paraguaiano († 2013)
- 1933 - Teresa Berganza, mezzosoprano spagnolo († 2022)
- 1933 - Fabio Maria Ciuffini, politico e progettista italiano
- 1933 - Maria Doris, cantante italiana († 2023)
- 1933 - Emilio Giardina, economista e politico italiano († 2024)
- 1933 - Bernard Mohlalisi, arcivescovo cattolico lesothiano († 2020)
- 1933 - Howie Triano, cestista canadese († 2017)
- 1933 - Robert Young, regista, sceneggiatore e produttore cinematografico inglese
- 1934 - Mario Chella, politico italiano († 2022)
- 1934 - Franca Leosini, giornalista, conduttrice televisiva e autrice televisiva italiana
- 1934 - José María Maguregi, allenatore di calcio e calciatore spagnolo († 2013)
- 1934 - Roger Norrington, direttore d'orchestra britannico († 2025)
- 1934 - Vlaho Orlić, pallanuotista e allenatore di pallanuoto serbo († 2010)
- 1934 - Ray Hnatyshyn, avvocato e politico canadese († 2002)
- 1934 - Ataúlfo Sánchez, allenatore di calcio e calciatore argentino († 2015)
- 1935 - Lorenzo Chiarinelli, vescovo cattolico italiano († 2020)
- 1935 - Franco Ferrara, poeta e esploratore italiano († 2014)
- 1935 - Peter de Klerk, pilota automobilistico sudafricano († 2015)
- 1935 - Jean Oleksiak, ex calciatore francese
- 1936 - Raymond Vahan Damadian, medico statunitense († 2022)
- 1936 - Giovanni Mealli, politico italiano
- 1936 - Fred Neil, cantautore statunitense († 2001)
- 1936 - Vic Rouse, allenatore di calcio e ex calciatore gallese
- 1936 - Benito Saba, politico italiano († 2023)
- 1937 - Mauro De Grassi, ex calciatore italiano
- 1937 - David Del Tredici, compositore e pianista statunitense († 2023)
- 1937 - Salvatore Di Cristina, arcivescovo cattolico italiano
- 1937 - Rita Horky, cestista e allenatrice di pallacanestro statunitense († 1987)
- 1937 - Peter Kreeft, filosofo, teologo e educatore statunitense
- 1937 - Giancarlo Lapi, arbitro di calcio italiano († 1987)
- 1937 - Mark Lewin, ex wrestler statunitense
- 1937 - Attilio Nicora, cardinale e arcivescovo cattolico italiano († 2017)
- 1937 - Jurij Osipov, ex schermidore sovietico
- 1937 - Michel Rat, ex cestista francese
- 1937 - Amos Tversky, psicologo israeliano († 1996)
- 1938 - Carlos Bilardo, allenatore di calcio e ex calciatore argentino
- 1938 - Nancy Fish, attrice statunitense
- 1938 - Lidija Percan, cantante croata
- 1938 - Tom Robinson, velocista bahamense († 2012)
- 1938 - Petar Šulinčevski, allenatore di calcio e ex calciatore jugoslavo
- 1939 - Edna Buchanan, giornalista e scrittrice statunitense
- 1939 - Gianfranco Clerici, calciatore italiano († 2022)
- 1939 - Romano Merlo, politico italiano
- 1939 - Kenny Morgans, calciatore gallese († 2012)
- 1939 - Ludwig Zehetner, scrittore e educatore tedesco
- 1940 - Bruno Boero, allenatore di pallacanestro italiano
- 1940 - Porter Meriwether, cestista statunitense († 2009)
- 1940 - Vagif Mustafazadeh, compositore e pianista azero († 1979)
- 1940 - Marios Orfanidīs, ex calciatore cipriota
- 1940 - Keith Rowe, musicista e artista britannico
- 1941 - Bernardo Bertolucci, regista, sceneggiatore e produttore cinematografico italiano († 2018)
- 1941 - Rudolf Cejka, calciatore austriaco († 1990)
- 1941 - Carlo Chiappano, ciclista su strada e dirigente sportivo italiano († 1982)
- 1941 - Robert Guéï, politico e militare ivoriano († 2002)
- 1941 - Gyula O. H. Katona, matematico ungherese
- 1941 - Giuseppe Nisticò, politico e farmacologo italiano
- 1941 - Chuck Woolery, conduttore televisivo, cantante e attore statunitense († 2024)
- 1942 - Wietze Couperus, ex calciatore olandese
- 1942 - Chris Frith, psicologo britannico
- 1942 - Josip Gucmirtl, calciatore jugoslavo († 2009)
- 1942 - MacArthur Lane, giocatore di football americano statunitense († 2019)
- 1942 - Art Linson, produttore cinematografico e regista statunitense
- 1942 - Paolo Marrassini, orientalista italiano († 2013)
- 1942 - Robert Phillipson, scrittore britannico
- 1942 - James Soong, politico taiwanese
- 1942 - Gijs van Lennep, pilota automobilistico olandese
- 1942 - Magalì Vettorazzo, multiplista, ostacolista e lunghista italiana († 2018)
- 1942 - Dev Virahsawmy, scrittore, traduttore e politico mauriziano († 2023)
- 1942 - Jerry Jeff Walker, cantautore e chitarrista statunitense († 2020)
- 1943 - Alan Bloor, ex calciatore inglese
- 1943 - Francesco Giovanni Brugnaro, arcivescovo cattolico italiano
- 1943 - Hans Heyer, pilota automobilistico tedesco
- 1943 - John Leeson, attore e doppiatore britannico
- 1943 - Fabrizio Moroni, attore italiano († 2006)
- 1943 - William Nygaard, editore norvegese
- 1943 - Otto Steidle, architetto tedesco († 2004)
- 1943 - Maruja Torres, scrittrice e giornalista spagnola
- 1943 - Ray Veall, ex calciatore inglese
- 1944 - Luigi Bobbio, politologo italiano († 2017)
- 1944 - Michele Cossyro, scultore, pittore e ceramista italiano
- 1944 - István Géczi, calciatore ungherese († 2018)
- 1944 - Franz Prati, architetto e artista italiano
- 1944 - Andrew Stuart Tanenbaum, informatico statunitense
- 1944 - Granville Van Dusen, attore statunitense
- 1945 - Angela Maria Bottari, politica italiana († 2023)
- 1945 - Vojtech Christov, ex arbitro di calcio slovacco
- 1946 - Alberto Abate, pittore italiano († 2012)
- 1946 - Chris Foss, artista e disegnatore britannico
- 1946 - J.Z. Knight, predicatrice statunitense
- 1946 - Virgilio Pante, vescovo cattolico e missionario italiano
- 1946 - Guesch Patti, cantante, danzatrice e attrice francese
- 1946 - Ivan Romanzini, allenatore di calcio, dirigente sportivo e calciatore italiano († 2023)
- 1947 - Mario Canzio, dirigente pubblico italiano
- 1947 - Keith Devlin, matematico e scrittore inglese
- 1947 - Trevor Hartley, ex calciatore e allenatore di calcio inglese
- 1947 - Dave Moorcroft, ex calciatore inglese
- 1947 - Giuseppe Semeraro, politico italiano († 2022)
- 1947 - James Sladky, danzatore su ghiaccio statunitense († 2017)
- 1947 - Ueli Sutter, ex ciclista su strada svizzero
- 1947 - Giannīs Tomaras, ex calciatore greco
- 1947 - Andrea Viotti, costumista, scenografo e saggista italiano
- 1947 - Luciano Visintini, calciatore italiano († 2006)
- 1948 - Eugenio Bennato, cantautore, musicista e polistrumentista italiano
- 1948 - Michael Bruce, chitarrista e tastierista statunitense
- 1948 - Pablito Calvo, attore spagnolo († 2000)
- 1948 - Jesús Esperanza, ex ciclista su strada spagnolo
- 1948 - Walter Fochesato, scrittore e saggista italiano
- 1948 - Georges Franceschetti, ex calciatore francese
- 1948 - Laurentino Garcia y Garcia, archeologo e storico spagnolo
- 1948 - C. Vivian Stringer, allenatrice di pallacanestro statunitense
- 1948 - Margaret Weis, scrittrice statunitense
- 1949 - Heriberto Correa, calciatore paraguaiano († 2017)
- 1949 - Erik Estrada, attore e doppiatore statunitense
- 1949 - Victor Garber, attore canadese
- 1949 - Jerry Goodman, violinista statunitense
- 1949 - Alan Gowling, ex calciatore inglese
- 1949 - Jane Haist, discobola e pesista canadese († 2022)
- 1949 - Alfonso Marini, storico italiano
- 1949 - Elliott Murphy, cantautore e giornalista statunitense
- 1949 - Joseph Pilato, attore statunitense († 2019)
- 1949 - Glyn Watts, ex danzatore su ghiaccio britannico
- 1949 - William S. Zwicker, matematico statunitense
- 1950 - Fabrizio Catanese, matematico italiano
- 1950 - Kate Nelligan, attrice canadese
- 1950 - Lode Van Hecke, vescovo cattolico belga
- 1951 - Ray Benson, cantante e chitarrista statunitense
- 1951 - Abdelmajid Bourebbou, ex calciatore algerino
- 1951 - Oddvar Brå, ex fondista norvegese
- 1951 - Joe DeLamielleure, ex giocatore di football americano statunitense
- 1951 - P. C. Hodgell, scrittrice statunitense
- 1951 - Brooke Makler, schermidore statunitense († 2010)
- 1951 - Giacomo Perego, ex calciatore italiano
- 1951 - Teresa Strumiłło, ex cestista polacca
- 1951 - Hansjörg Vogel, vescovo cattolico svizzero
- 1951 - Elżbieta Wierniuk, tuffatrice polacca († 2017)
- 1951 - Khalid bin Bandar Al Sa'ud, principe, generale e politico saudita
- 1952 - Maj Boillin, ex cestista svedese
- 1952 - Jim Bradley, cestista statunitense († 1982)
- 1952 - Maurizio Fabrizio, compositore, cantante e arrangiatore italiano
- 1952 - Alice Hoffman, scrittrice statunitense
- 1952 - Philippe Kahn, inventore e imprenditore statunitense
- 1952 - Masaki Kajishima, regista e fumettista giapponese
- 1952 - Irwin Keyes, attore e comico statunitense († 2015)
- 1952 - Park Kyung-bok, ex calciatore sudcoreano
- 1952 - Mohammad Sadeghi, ex calciatore iraniano
- 1952 - Paul Theunis, ex calciatore e allenatore di calcio belga
- 1953 - Gennaro Camilleri, ex calciatore maltese
- 1953 - Vincent Coulibaly, arcivescovo cattolico guineano
- 1953 - Mariano Crociata, vescovo cattolico italiano
- 1953 - Claus Peter Flor, direttore d'orchestra tedesco
- 1953 - Pietro Fornaciari, attore italiano
- 1953 - Isabelle Huppert, attrice francese
- 1953 - Rainer Knaak, scacchista tedesco
- 1953 - Maria Rita Lorenzetti, politica italiana
- 1953 - Fabián Paz y Miño, ex calciatore ecuadoriano
- 1953 - Richard Stallman, programmatore, informatico e attivista statunitense
- 1954 - Enzo Bucchioni, giornalista, commentatore televisivo e opinionista italiano
- 1954 - Vincenzo Coppola, generale italiano
- 1954 - Giuseppe Gallo, artista, pittore e scultore italiano
- 1954 - Colin Ireland, serial killer britannico († 2012)
- 1954 - John E. Laird, informatico statunitense
- 1954 - Stephen Lipson, musicista, paroliere e produttore discografico statunitense
- 1954 - Pietro Liuzzi, politico italiano
- 1954 - Luigi Mancuso, mafioso italiano
- 1954 - Roberto Mazzucato, ex triplista italiano
- 1954 - Sergio Melta, allenatore di calcio e ex calciatore australiano
- 1954 - Jimmy Nail, attore, cantante e compositore britannico
- 1954 - Tim O'Brien, polistrumentista e cantautore statunitense
- 1954 - Park Seong-ja, ex cestista sudcoreana
- 1954 - Sammy White, ex giocatore di football americano statunitense
- 1954 - Nancy Wilson, chitarrista, polistrumentista e compositrice statunitense
- 1955 - Pëtr Aven, banchiere e politico russo
- 1955 - Bruno Barreto, regista, sceneggiatore e produttore cinematografico brasiliano
- 1955 - Tina Beattie, teologa britannica
- 1955 - Ruben Buriani, ex calciatore e dirigente sportivo italiano
- 1955 - Tsuneo Niijima, astronomo giapponese
- 1955 - Rudy Salvagnini, fumettista, scrittore e critico cinematografico italiano
- 1955 - Trey Waltke, ex tennista statunitense
- 1956 - Antonio Di Bella, giornalista e conduttore televisivo italiano
- 1956 - Ozzie Newsome, giocatore di football americano statunitense
- 1956 - Stefano Onofri, attore e doppiatore italiano
- 1956 - Clifton Powell, attore statunitense
- 1956 - Alf Segersäll, ex ciclista su strada svedese
- 1956 - Yoriko Shōno, scrittrice giapponese
- 1956 - Pierre Vermeulen, ex calciatore olandese
- 1956 - Eveline Widmer-Schlumpf, politica e avvocata svizzera
- 1957 - Paolo Biancardi, ex calciatore italiano
- 1957 - Carlos Lupi, politico brasiliano
- 1957 - Mario Michelangeli, politico italiano
- 1957 - Matt Mitchell, ex tennista statunitense
- 1957 - Pearl Moore, ex cestista statunitense
- 1957 - Marco Rancati, cantante italiano
- 1958 - Elena Bonelli, attrice e cantante italiana
- 1958 - Vincenzo Lamia Caputo, ex calciatore italiano
- 1958 - Amaro Nadal, ex calciatore uruguaiano
- 1958 - Marco Papa, pilota motociclistico italiano († 1999)
- 1958 - Mario Parente, generale, prefetto e agente segreto italiano
- 1958 - Marco Tarquinio, giornalista e politico italiano
- 1958 - Massimo Tecca, giornalista e telecronista sportivo italiano
- 1958 - Jorge Toledo, dirigente sportivo, allenatore di calcio e ex calciatore brasiliano
- 1958 - Carlo Verna, giornalista italiano
- 1959 - Gary Basaraba, attore canadese
- 1959 - Michael Bloomfield, ex astronauta statunitense
- 1959 - Flavor Flav, rapper, attore e personaggio televisivo statunitense
- 1959 - Hannes Folberth, tastierista rumeno
- 1959 - Fabrizio Lomonaco, storico della filosofia italiano
- 1959 - Steve Marker, chitarrista e produttore discografico statunitense
- 1959 - James C. McConville, generale statunitense
- 1959 - Arbën Minga, calciatore albanese († 2007)
- 1959 - Jens Stoltenberg, economista e politico norvegese
- 1959 - Savina Yannatou, cantante greca
- 1960 - Zurab Azmaiparashvili, scacchista georgiano
- 1960 - Kenny Bolin, statunitense
- 1960 - Maria Fricioiu, ex canottiera rumena
- 1960 - Rick Nowels, produttore discografico e compositore statunitense
- 1961 - Terje Aa, giocatore di bridge norvegese
- 1961 - Olivier Carré, politico e imprenditore francese
- 1961 - Mel Gray, ex giocatore di football americano statunitense
- 1961 - Todd McFarlane, disegnatore, fumettista e imprenditore canadese
- 1961 - Milan Medić, ex cestista jugoslavo
- 1961 - Marzio Olivero, politico italiano
- 1961 - Luis Abdón Rodríguez, ex calciatore cileno
- 1961 - Ron Spivey, ex cestista statunitense
- 1961 - Gianpiero Vincenzo, sociologo e critico d'arte italiano
- 1962 - Joseph Crowley, politico statunitense
- 1962 - Iaia Forte, attrice italiana
- 1962 - Lars Larsson, calciatore svedese († 2015)
- 1962 - Jim Master, ex cestista statunitense
- 1962 - Nigel Phelps, scenografo britannico
- 1962 - Janette Rauch, attrice tedesca
- 1963 - Fergus Aherne, ex rugbista a 15 e allenatore di rugby a 15 irlandese
- 1963 - Eiji Aonuma, autore di videogiochi giapponese
- 1963 - Georg Beikircher, ex bobbista italiano
- 1963 - Gustavo Dalto, ex calciatore uruguaiano
- 1963 - Jimmy DeGrasso, batterista statunitense
- 1963 - Jerome Flynn, attore britannico
- 1963 - Ron Kind, politico e avvocato statunitense
- 1963 - Marta Lafuente, politica e psicologa paraguaiana († 2022)
- 1963 - Paul Plimley, pianista, vibrafonista e musicista canadese († 2022)
- 1963 - Jesús Puras, ex pilota di rally spagnolo
- 1963 - Kevin Tod Smith, attore neozelandese († 2002)
- 1963 - Emilio Zucchi, poeta, critico letterario e giornalista italiano
- 1964 - Joël Corminbœuf, ex calciatore svizzero
- 1964 - Sergio Finazzi, ex ciclista su strada italiano
- 1964 - Flavia Fortunato, cantante, conduttrice televisiva e conduttrice radiofonica italiana
- 1964 - Hans Peter Geerdes, musicista tedesco
- 1964 - Mauro Gianetti, dirigente sportivo e ex ciclista su strada svizzero
- 1964 - Henry O. Godwinn, ex wrestler statunitense
- 1964 - Patty Griffin, cantautrice e musicista statunitense
- 1964 - Yvette Herrell, politica statunitense
- 1964 - Bruno Leonardi, ex bobbista italiano
- 1964 - Pascal Richard, ex ciclista su strada e ciclocrossista svizzero
- 1964 - Irmgard Trojer, ex ostacolista e velocista italiana
- 1964 - Gore Verbinski, regista e sceneggiatore statunitense
- 1964 - Sharlene Wells Hawkes, modella paraguaiana
- 1965 - Utut Adianto, scacchista e politico indonesiano
- 1965 - Sergej Bazarevič, ex cestista e allenatore di pallacanestro russo
- 1965 - Cindy Brown, ex cestista statunitense
- 1965 - Mark Carney, economista, banchiere e manager canadese
- 1965 - Enrico Dindo, violoncellista e direttore d'orchestra italiano
- 1965 - Aleksandr Jidkov, ex calciatore azero
- 1965 - Kim Sung-moon, ex lottatore sudcoreano
- 1965 - Giuseppe Mengoli, vescovo cattolico italiano
- 1965 - Cristiana Reali, attrice brasiliana
- 1965 - Agapito Rodríguez, ex calciatore peruviano
- 1965 - Belén Rueda, attrice e conduttrice televisiva spagnola
- 1965 - Francesco Sferra, indologo italiano
- 1965 - Miquel Soler, allenatore di calcio e ex calciatore spagnolo
- 1965 - Masaaki Yuasa, regista, sceneggiatore e animatore giapponese
- 1966 - John Doyle, ex calciatore statunitense
- 1966 - David Liss, scrittore e fumettista statunitense
- 1966 - Armando Marenzi, allenatore di calcio e ex calciatore croato
- 1966 - Rodney Peete, ex giocatore di football americano statunitense
- 1966 - Catarina Pollini, ex cestista, allenatrice di pallacanestro e dirigente sportivo italiana
- 1966 - Deng Qingming, astronauta cinese
- 1966 - Ramón Rivas, ex cestista portoricano
- 1967 - Tracy Bonham, cantante, musicista e polistrumentista statunitense
- 1967 - Andrea Cagnetti, artista italiano
- 1967 - Carlos Clavero, ex giocatore di calcio a 5 uruguaiano
- 1967 - John Darnielle, scrittore e cantante statunitense
- 1967 - Dan Dediu, compositore, pianista e docente rumeno
- 1967 - Lauren Graham, attrice, produttrice televisiva e scrittrice statunitense
- 1967 - Terry Phelan, ex calciatore irlandese
- 1967 - Antonio Preziosi, giornalista e saggista italiano
- 1967 - Mauricio Reinoso, ex arbitro di calcio ecuadoriano
- 1967 - Massimo Sartori, allenatore di tennis italiano
- 1967 - Bettina Soriat, cantante e attrice televisiva austriaca
- 1967 - Heidi Zurbriggen, ex sciatrice alpina svizzera
- 1968 - Judit Balogh, ex cestista e allenatrice di pallacanestro ungherese
- 1968 - Adílson Batista, allenatore di calcio e ex calciatore brasiliano
- 1968 - Luisella Bisello, ex tuffatrice italiana
- 1968 - Izabela Dylewska, ex canoista polacca
- 1968 - Cristiano Giaretta, dirigente sportivo e ex calciatore italiano
- 1968 - Ananya Khare, attrice indiana
- 1968 - Gerhard Königsrainer, ex sciatore alpino italiano
- 1968 - David MacMillan, chimico britannico
- 1968 - Tommaso Maurizi, dirigente sportivo, ex calciatore e ex giocatore di calcio a 5 italiano
- 1968 - Gustavo Sotelo, ex calciatore paraguaiano
- 1968 - Trevor Wilson, ex cestista statunitense
- 1968 - Nadège du Bospertus, supermodella e conduttrice televisiva francese
- 1969 - Judah Friedlander, attore statunitense
- 1969 - Lucia Goracci, giornalista italiana
- 1969 - Sejad Halilović, ex calciatore bosniaco
- 1969 - Pat Harlow, ex giocatore di football americano statunitense
- 1969 - Juan Hernández Sierra, ex pugile cubano
- 1969 - Alina Ivanova, ex marciatrice e maratoneta russa
- 1969 - Aggelos Korōnios, ex cestista e allenatore di pallacanestro greco
- 1969 - Li Bing, allenatore di calcio e ex calciatore cinese
- 1969 - Harold Sakuishi, fumettista giapponese
- 1969 - Tonhi Terenzi, ex schermidore italiano
- 1970 - Joakim Berg, cantante svedese
- 1970 - Nicola Brischigiaro, apneista italiano
- 1970 - Roberto Fazzi, ex cestista e allenatore di pallacanestro italiano
- 1970 - Marco Fenoglio, allenatore di pallavolo italiano
- 1970 - Pierangelo Fornaro, chitarrista e compositore italiano
- 1970 - Takashi Iizuka, autore di videogiochi giapponese
- 1970 - Alex Lee, musicista e compositore britannico
- 1970 - Pat Mazzoli, ex hockeista su ghiaccio canadese
- 1970 - Paul Oscar, cantautore, disc jockey e ballerino islandese
- 1970 - Luigi Pagana, ex giocatore di calcio a 5 e allenatore di calcio a 5 italiano
- 1970 - Rafael Pascual, ex pallavolista spagnolo
- 1970 - Oleg Olegovič Pavlov, scrittore russo († 2018)
- 1970 - Javier Pérez Iniesta, ex cestista spagnolo
- 1970 - Marco Ruggiero, cantautore italiano
- 1970 - Joke Schauvliege, politica belga
- 1970 - Guerino Testa, politico italiano
- 1970 - Gianmario Verona, economista italiano
- 1971 - Laurent Capelluto, attore belga
- 1971 - Jess Hall, direttore della fotografia britannico
- 1971 - Luboš Kozel, allenatore di calcio e ex calciatore ceco
- 1971 - Miroslav Menc, ex pesista e discobolo ceco
- 1971 - Larisa Merk, ex canottiera russa
- 1971 - José Alves Neto, allenatore di pallacanestro brasiliano
- 1971 - Luca Pedersoli, pilota di rally italiano
- 1971 - Bryan Mark Rigg, scrittore e storico statunitense
- 1971 - Rupert Sanders, regista inglese
- 1971 - Jan Schaffrath, dirigente sportivo e ex ciclista su strada tedesco
- 1971 - Alan Tudyk, attore e doppiatore statunitense
- 1971 - Carlos Velasco Carballo, ex arbitro di calcio spagnolo
- 1971 - Xiao Aihua, ex schermitrice cinese
- 1972 - Filip Dewulf, ex tennista belga
- 1972 - Andrew Foster, ex tennista britannico
- 1972 - Carlo Mornati, ex canottiere italiano
- 1972 - Sándor Noszály, ex tennista e allenatore di tennis ungherese
- 1972 - Velibor Radović, ex cestista e allenatore di pallacanestro montenegrino
- 1972 - Luca Raimondo, fumettista italiano
- 1972 - Juliano Rivera, ex cestista uruguaiano
- 1972 - Ismaïl Sghyr, ex maratoneta e mezzofondista marocchino
- 1972 - Kimmo Tauriainen, calciatore finlandese († 2025)
- 1973 - Darius Hall, ex cestista statunitense
- 1973 - Ilze Ieviņa, ex cestista e allenatrice di pallacanestro lettone
- 1973 - Tim Kang, attore statunitense
- 1973 - Florian Lukas, attore tedesco
- 1973 - Francesca Mariotti, manager italiana
- 1973 - Andrej Mizurov, ex ciclista su strada kazako
- 1973 - Nery Ortiz, ex calciatore paraguaiano
- 1973 - Fernando Platas, tuffatore messicano
- 1973 - Inger Støjberg, politica danese
- 1974 - Kate Allenby, ex pentatleta britannica
- 1974 - Giōrgos Anatolakīs, ex calciatore greco
- 1974 - Brian Baloyi, ex calciatore sudafricano
- 1974 - Anne Charrier, attrice francese
- 1974 - Farid Ghazi, ex calciatore algerino
- 1974 - John Hansen, ex calciatore faroese
- 1974 - Tony Jamieson, allenatore di calcio e ex calciatore cookese
- 1974 - Ernest Konon, ex calciatore polacco
- 1974 - Galina Koževnikova, storica e giornalista russa († 2011)
- 1974 - Giorgio Morbidelli, ex bobbista italiano
- 1974 - Adel Nefzi, ex calciatore tunisino
- 1974 - Massimo Pecorari, pallavolista italiano
- 1974 - Heath Streak, crickettista zimbabwese († 2023)
- 1974 - Narvik Sırxayev, ex calciatore azero
- 1974 - Johan Widerberg, attore svedese
- 1974 - Benjamin, fumettista e illustratore cinese
- 1975 - Sibylle Brauner, ex sciatrice alpina tedesca
- 1975 - Tara Buck, attrice statunitense
- 1975 - Luciano Castro, attore argentino
- 1975 - Sienna Guillory, attrice britannica
- 1975 - Luigi Libra, cantautore italiano
- 1975 - Marilena Parenti, politica italiana
- 1975 - Fabio Pizzolato, ex astista italiano
- 1975 - Choketawee Promrut, allenatore di calcio e ex calciatore thailandese
- 1975 - Jamie Rivers, allenatore di hockey su ghiaccio e ex hockeista su ghiaccio canadese
- 1976 - Joakim Blom, ex cestista svedese
- 1976 - Majeedah Bolkiah, principessa e funzionaria bruneiana
- 1976 - Blu Cantrell, cantante statunitense
- 1976 - Andy Craig, rugbista a 15 e imprenditore britannico
- 1976 - Pál Dárdai, allenatore di calcio e ex calciatore ungherese
- 1976 - Jazztronik, disc jockey e produttore discografico giapponese
- 1976 - Susanne Ljungskog, ex ciclista su strada svedese
- 1976 - Kenji Nojima, doppiatore giapponese
- 1976 - Tepa Reinikainen, ex pesista finlandese
- 1976 - Paul Schneider, attore e regista statunitense
- 1976 - Nick Spano, attore statunitense
- 1976 - Paolo Strescino, politico italiano
- 1976 - Higuchi Tachibana, fumettista giapponese
- 1976 - Kjetil Wæhler, ex calciatore norvegese
- 1976 - Zhu Chen, scacchista cinese
- 1977 - Ayesha Dharker, attrice indiana
- 1977 - Massimo Di Benedetto, doppiatore e direttore del doppiaggio italiano
- 1977 - Richard Faulds, tiratore a segno britannico
- 1977 - Dino Fava Passaro, calciatore italiano
- 1977 - Adriana Fonseca, attrice messicana
- 1977 - Takashi Kashiwabara, attore e musicista giapponese
- 1977 - Manuela Levorato, ex velocista italiana
- 1977 - Kim Lukas, cantante britannica
- 1977 - Matteo Oleotto, regista italiano
- 1977 - Thomas Rupprath, nuotatore tedesco
- 1977 - Hiroki Yasumoto, doppiatore giapponese
- 1978 - Jon Björklund, ex calciatore svedese
- 1978 - Brooke Burns, attrice, modella e conduttrice televisiva statunitense
- 1978 - Ramiro Carballo, ex calciatore salvadoregno
- 1978 - Sophie Hunter, regista teatrale e attrice inglese
- 1978 - Lee Kyou-hyuk, pattinatore di velocità su ghiaccio sudcoreano
- 1978 - Kōstas Mpakogiannīs, politico greco
- 1978 - Murs, rapper statunitense
- 1978 - Giovanni Pantaleoni, ex giocatore di baseball italiano
- 1978 - Manuel Rivera, ex calciatore peruviano
- 1978 - Simone Sanna, pilota motociclistico italiano
- 1979 - Kamel Boughanem, ex calciatore francese
- 1979 - Tatsuya Enomoto, ex calciatore giapponese
- 1979 - Daniel Gomez, ex calciatore francese
- 1979 - Christina Liebherr, cavallerizza svizzera
- 1979 - Édison Méndez, ex calciatore ecuadoriano
- 1979 - Rashad Moore, ex giocatore di football americano statunitense
- 1979 - David Odenthal, ex giocatore di football americano e allenatore di football americano tedesco
- 1979 - Daniel Osorno, ex calciatore messicano
- 1979 - Leena Peisa, tastierista finlandese
- 1979 - Flavio Pistilli, attore italiano
- 1979 - Sharon Shason, ex cestista israeliano
- 1979 - Andrei Stepanov, ex calciatore estone
- 1979 - Luca Tencati, ex pallavolista italiano
- 1979 - Stefano Zacchiroli, programmatore italiano
- 1980 - Joaquín Berthold, attore, regista teatrale e regista televisivo argentino
- 1980 - Ovidiu Burcă, allenatore di calcio e ex calciatore rumeno
- 1980 - Todd Heap, ex giocatore di football americano statunitense
- 1980 - Ismail Mohamed, calciatore maldiviano
- 1980 - Luciano José Pereira da Silva, ex calciatore brasiliano
- 1980 - Felipe Reyes, ex cestista spagnolo
- 1980 - Bahri Tanrıkulu, taekwondoka turco
- 1981 - Johannes Aigner, ex calciatore austriaco
- 1981 - Danny Brown, rapper statunitense
- 1981 - Vladïslav Çernışov, ex calciatore kazako
- 1981 - Alexandre Giroud, pilota motociclistico francese
- 1981 - Curtis Granderson, ex giocatore di baseball statunitense
- 1981 - Julia Kijowska, attrice polacca
- 1981 - Julia Letlow, politica statunitense
- 1981 - Michele Maggetti, ex calciatore svizzero
- 1981 - Péter Magyar, politico, avvocato e attivista ungherese
- 1981 - Henry Medina, calciatore guatemalteco
- 1981 - Issam Merdassi, ex calciatore tunisino
- 1981 - Leonardo Monje, ex calciatore cileno
- 1981 - Fabiana Murer, ex astista brasiliana
- 1981 - Peter Pláteník, ex pallavolista ceco
- 1981 - Alma Pöysti, attrice finlandese
- 1981 - Iweta Rajlich, scacchista polacca
- 1981 - Clara Sofie, cantante danese
- 1981 - Jordi Tarrés Páramo, allenatore di calcio e ex calciatore spagnolo
- 1981 - Yoav Ziv, ex calciatore israeliano
- 1982 - Víctor Bird, pallavolista portoricano
- 1982 - Giangiacomo Calovini, politico italiano
- 1982 - Miguel Comminges, ex calciatore francese
- 1982 - Marcus Dahlin, ex calciatore svedese
- 1982 - Jesús del Nero, ciclista su strada e mountain biker spagnolo
- 1982 - Artëm Ermakov, pallavolista russo
- 1982 - Duane Glinton, ex calciatore statunitense
- 1982 - Kenny Grant, ex cestista e allenatore di pallacanestro svedese
- 1982 - Tommy Hansen, attore pornografico ceco
- 1982 - Inga Kožarenoka, ex giavellottista lettone
- 1982 - Lee Chang-hwan, arciere sudcoreano
- 1982 - Kimrie Lewis, attrice statunitense
- 1982 - Adriana Muñoz, mezzofondista cubana
- 1982 - Emma Pezzedi, ex sciatrice alpina italiana
- 1982 - Pich Sina, ex calciatore cambogiano
- 1982 - Vladimir Ušakov, pallanuotista kazako
- 1982 - Brian Wilson, giocatore di baseball statunitense
- 1983 - Tor Arne Andreassen, ex calciatore norvegese
- 1983 - Stephanie Gatschet, attrice statunitense
- 1983 - Vitali Gussev, ex calciatore estone
- 1983 - Ben Hebert, giocatore di curling canadese
- 1983 - Yaroslav Krushelnitskiy, ex calciatore uzbeko
- 1983 - Woodkid, cantautore, compositore e regista francese
- 1983 - Jani Lyyski, ex calciatore finlandese
- 1983 - Nicolás López, regista, produttore cinematografico e attore cileno
- 1983 - Joe Mande, comico, attore e sceneggiatore statunitense
- 1983 - Alexander Miesen, politico belga
- 1983 - Benjamin Ortner, ex cestista austriaco
- 1983 - Rafael Rato, giocatore di calcio a 5 brasiliano
- 1983 - Nicolas Rousseau, ex ciclista su strada e pistard francese
- 1983 - Noemi Smorra, cantante e attrice italiana
- 1983 - Tramon Williams, ex giocatore di football americano statunitense
- 1983 - Boris Zloković, ex pallanuotista montenegrino
- 1984 - Laurent Agouazi, ex calciatore francese
- 1984 - Robby Bostain, ex cestista statunitense
- 1984 - Levi Brown, giocatore di football americano statunitense
- 1984 - Elisa Camporese, ex calciatrice italiana
- 1984 - Jared Cannonier, artista marziale misto statunitense
- 1984 - Sharon Cherop, maratoneta keniota
- 1984 - Ernesto Cristaldo, ex calciatore paraguaiano
- 1984 - Mathieu Ganio, ballerino francese
- 1984 - Hosea Gear, rugbista a 15 neozelandese
- 1984 - Murray Goldfinch, atleta paralimpico australiano
- 1984 - Kim Min-seo, attrice sudcoreana
- 1984 - Kim Hae-ran, pallavolista sudcoreana
- 1984 - Guillermo Molina, ex pallanuotista e allenatore di pallanuoto spagnolo
- 1984 - Brandon Prust, hockeista su ghiaccio canadese
- 1984 - Aleksandar Rašić, ex cestista serbo
- 1984 - Wilfried Sanou, ex calciatore burkinabé
- 1985 - Maximiliano Barreiro, ex calciatore argentino
- 1985 - Saskia Bricmont, politologa e politica belga
- 1985 - Eloy, ex calciatore equatoguineano
- 1985 - Fábio Alves Macedo, ex calciatore brasiliano
- 1985 - Julien Fernandes, ex calciatore portoghese
- 1985 - Rókur av Fløtum Jespersen, ex calciatore faroese
- 1985 - Andreas Hölzl, ex calciatore austriaco
- 1985 - Boštjan Jelečevič, ex calciatore sloveno
- 1985 - Paul Kessany, calciatore gabonese
- 1985 - Eleutherios Mertakas, ex calciatore cipriota
- 1985 - David Nixon, giocatore di football americano statunitense
- 1985 - Andris Treimanis, arbitro di calcio lettone
- 1985 - Zhang Xian, pallavolista cinese
- 1985 - Entics, cantante e rapper italiano
- 1986 - Demerson, allenatore di calcio e ex calciatore brasiliano
- 1986 - Lucia Crisanti, ex pallavolista italiana
- 1986 - Alexandra Daddario, attrice statunitense
- 1986 - Toney Douglas, cestista statunitense
- 1986 - Kenny Dykstra, dirigente sportivo e ex wrestler statunitense
- 1986 - Albert Fontet, ex cestista spagnolo
- 1986 - Neil Gray, politico scozzese
- 1986 - Davor Kukec, calciatore croato
- 1986 - Mai Tiến Thành, calciatore vietnamita
- 1986 - Bernard Parker, ex calciatore sudafricano
- 1986 - Scarda, cantautore italiano
- 1986 - Boaz Solossa, calciatore indonesiano
- 1986 - Daisuke Takahashi, ex pattinatore artistico su ghiaccio giapponese
- 1986 - Dušan Veškovac, ex calciatore serbo
- 1986 - Ricardo de Burgos Bengoetxea, arbitro di calcio spagnolo
- 1987 - Valerio Aspromonte, ex schermidore italiano
- 1987 - Israel Bascón, ex calciatore spagnolo
- 1987 - Philippe Beaudry, schermidore canadese
- 1987 - Emanuel Caserio, attore italiano
- 1987 - Hugo Fraile, ex calciatore spagnolo
- 1987 - Jamont Gordon, ex cestista statunitense
- 1987 - Kristopher Higgins, attore statunitense
- 1987 - Ryōhei Imanishi, giocatore di football americano giapponese
- 1987 - Fabien Lemoine, ex calciatore francese
- 1987 - Lamont Mack, ex cestista statunitense
- 1987 - Tim Masthay, giocatore di football americano statunitense
- 1987 - Valentina Moscatt, judoka italiana
- 1987 - Giulia Pincerato, pallavolista italiana
- 1987 - Mateo Roskam, ex calciatore croato
- 1987 - Aleksandr Smyšljaev, sciatore freestyle russo
- 1988 - Adrian Carambula, ex giocatore di beach volley uruguaiano
- 1988 - Milan Černý, calciatore ceco
- 1988 - Enrico Cester, pallavolista italiano
- 1988 - Édouard Choquet, ex cestista francese
- 1988 - Brett DiBiase, ex wrestler statunitense
- 1988 - Eliomar Correia Silva, calciatore brasiliano
- 1988 - Jessica Gregg, pattinatrice di short track canadese
- 1988 - Patrick Herrmann, ex calciatore tedesco
- 1988 - Niko Hovinen, hockeista su ghiaccio finlandese
- 1988 - Jhené Aiko, cantautrice statunitense
- 1988 - Toni Ketelä, ex fondista finlandese
- 1988 - Floriane Liborio, taekwondoka francese
- 1988 - Agustín Marchesín, calciatore argentino
- 1988 - David Murgia, attore belga
- 1988 - Martin Männel, calciatore tedesco
- 1988 - Kyle Nakazawa, ex calciatore statunitense
- 1988 - Destin Onka Malonga, calciatore della Repubblica del Congo († 2016)
- 1988 - Jevhen Past, ex calciatore ucraino
- 1988 - Ukra, ex calciatore portoghese
- 1988 - Gabriel Vicéns, chitarrista portoricano
- 1988 - Kaylah Zander, attrice canadese
- 1989 - Gabriel Attal, politico francese
- 1989 - Eartheater, produttrice discografica, compositrice e cantante statunitense
- 1989 - Jesús Dueñas, ex calciatore messicano
- 1989 - Giulia Gatti, ex cestista italiana
- 1989 - Blake Griffin, ex cestista statunitense
- 1989 - Jung So-min, attrice sudcoreana
- 1989 - Vladimir Koman, ex calciatore ucraino
- 1989 - Haruka Kudō, doppiatrice e cantante giapponese
- 1989 - Lukas Königshofer, ex calciatore austriaco
- 1989 - Liu Jinli, giocatrice di curling cinese
- 1989 - Ana Rosa Luna, pallavolista portoricana
- 1989 - Aleksandr Panžinskij, fondista russo
- 1989 - Petar Planić, calciatore serbo
- 1989 - Demontez Stitt, cestista statunitense († 2016)
- 1989 - Claudia Tranchese, attrice italiana
- 1989 - Theo Walcott, ex calciatore inglese
- 1990 - Fırat Altunmeşe, attore turco
- 1990 - LaSondra Barrett, ex cestista e allenatrice di pallacanestro statunitense
- 1990 - Caitlin Bassett, attrice statunitense
- 1990 - Alexandre Durimel, calciatore francese
- 1990 - Steven Godfroid, ex calciatore belga
- 1990 - Pamela Gueli, calciatrice e giocatrice di calcio a 5 italiana
- 1990 - Josef Hušbauer, calciatore ceco
- 1990 - Constantin Iavorschi, calciatore moldavo
- 1990 - Ilimotama Jese, calciatore figiano
- 1990 - Wuttichai Masuk, pugile thailandese
- 1990 - Hilaire Momi, calciatore centrafricano
- 1990 - Leonard Nienhuis, calciatore olandese
- 1990 - Pasquale Paolisso, ex cestista italiano
- 1990 - Carlo Pinsoglio, calciatore italiano
- 1990 - Ionuț Rada, ex calciatore rumeno
- 1990 - Madison Riley, attrice statunitense
- 1990 - Dāvis Rozītis, cestista lettone
- 1990 - Aleksander Solli, ex calciatore norvegese
- 1990 - Kiryl Stupak, scacchista bielorusso
- 1990 - Zsolt Szokol, calciatore ungherese
- 1990 - Vilius Tumalavicius, attore lituano
- 1990 - Diego Vallejos, calciatore cileno
- 1990 - Boris Vukčević, ex calciatore croato
- 1990 - Andre Young, ex cestista statunitense
- 1990 - Simon Zebo, rugbista a 15 irlandese
- 1991 - Rédah Atassi, calciatore marocchino
- 1991 - Carlos Auzqui, calciatore argentino
- 1991 - Frédéric Bourdillon, cestista francese
- 1991 - Reggie Bullock, cestista statunitense
- 1991 - Rasul Cichaeŭ, lottatore bielorusso
- 1991 - Justin Cobbs, cestista statunitense
- 1991 - Luke Evans, cestista statunitense
- 1991 - Ryōta Isomura, ex calciatore giapponese
- 1991 - Sandhja, cantante finlandese
- 1991 - Admir Mehmedi, ex calciatore svizzero
- 1991 - Luis Mejía, calciatore panamense
- 1991 - Hhadydia Minte, ex cestista francese
- 1991 - Elizabeth Mosquera, modella venezuelana
- 1991 - Ville Paumola, ex snowboarder finlandese
- 1991 - Cliff Stokes, ex giocatore di football americano e allenatore di football americano statunitense
- 1991 - Taishi Taguchi, calciatore giapponese
- 1991 - Riccardo Tavernelli, cestista italiano
- 1991 - Wolfgang van Halen, polistrumentista e cantautore statunitense
- 1992 - Božo Anđelić, pallamanista montenegrino
- 1992 - Diego Calva, attore messicano
- 1992 - Brett Davern, attore statunitense
- 1992 - Allan Dell, rugbista a 15 sudafricano
- 1992 - Sam Gallaway, calciatore australiano
- 1992 - Gabriel Gudiño, calciatore argentino
- 1992 - Tim Hardaway, cestista statunitense
- 1992 - Mikel Iturria, ex ciclista su strada spagnolo
- 1992 - Andrew Jackson, giocatore di football americano statunitense
- 1992 - Kim Mi-soo, attrice e modella sudcoreana († 2022)
- 1992 - Stéphane Lefebvre, pilota di rally francese
- 1992 - Liu Shanshan, ex calciatrice cinese
- 1992 - Niklas Mattsson, snowboarder svedese
- 1992 - Matteo Mulas, canottiere italiano
- 1992 - Damian Sylwestrzak, arbitro di calcio polacco
- 1992 - Chris Wakelin, giocatore di snooker inglese
- 1992 - Lotem Zino, ex calciatore israeliano
- 1993 - Anggisu Barbosa, calciatore est-timorese
- 1993 - Cha Min-kyu, pattinatore di velocità su ghiaccio sudcoreano
- 1993 - Andreas Cornelius, calciatore danese
- 1993 - Sherron Dorsey-Walker, cestista statunitense
- 1993 - Matías Díaz, rugbista a 15 argentino
- 1993 - Fernando Henrique da Conceição, calciatore brasiliano
- 1993 - Daniele Ferrazza, giocatore di curling italiano
- 1993 - George Ford, rugbista a 15 britannico
- 1993 - Tynia Gaither, velocista bahamense
- 1993 - Luke Gambin, calciatore maltese
- 1993 - Frederik Gytkjær, calciatore danese
- 1993 - Frederik Helstrup, ex calciatore danese
- 1993 - Jeffrey Hoogland, pistard olandese
- 1993 - Oleh Kolodij, tuffatore ucraino
- 1993 - Marine Lorphelin, modella francese
- 1993 - Stevan Luković, calciatore serbo
- 1993 - Jean Meneses, calciatore cileno
- 1993 - Andy Najar, calciatore honduregno
- 1993 - Haxhi Neziraj, calciatore svizzero
- 1993 - Marko Nunić, calciatore sloveno
- 1993 - Miguel Fernando Pereira Rodrigues, calciatore portoghese
- 1993 - DJ Bront, disc jockey e turntablist italiano
- 1993 - Davide Re, velocista italiano
- 1993 - Djuma Shabani, calciatore della Repubblica Democratica del Congo
- 1993 - Davit Skhirtladze, calciatore georgiano
- 1993 - Emily Sweeney, slittinista statunitense
- 1993 - Tai Tuivasa, pugile e artista marziale misto australiano
- 1993 - Alessio Vita, calciatore italiano
- 1994 - Gabriel Alanís, calciatore argentino
- 1994 - Camilo, cantautore colombiano
- 1994 - Pathé Ciss, calciatore senegalese
- 1994 - Sofian El Moudane, calciatore francese
- 1994 - Joel Embiid, cestista camerunese
- 1994 - Rostislav Gajtjukevič, bobbista russo
- 1994 - Maxime Lagarde, scacchista francese
- 1994 - Darragh Lenihan, calciatore irlandese
- 1994 - Sierra McClain, attrice e cantante statunitense
- 1994 - Nordino Mussa, canoista mozambicano
- 1994 - Paulinho, calciatore brasiliano
- 1995 - Ailton Ferreira Silva, calciatore brasiliano
- 1995 - Alexander Barboza, calciatore argentino
- 1995 - Pedro Barros, skater brasiliano
- 1995 - Marie Benoît, tennista belga
- 1995 - Saki Hayashi, cestista giapponese
- 1995 - Bryan Henning, calciatore tedesco
- 1995 - Sabastian Kimaru Sawe, mezzofondista keniota
- 1995 - Mihai Mihuț, lottatore rumeno
- 1995 - Tobias Potye, altista tedesco
- 1995 - Justin Reyes, cestista statunitense
- 1995 - Michele Somma, calciatore italiano
- 1995 - Tang Jiali, calciatrice cinese
- 1995 - Aïssatou Tounkara, calciatrice francese
- 1995 - Adrián Vallés, astista spagnolo
- 1996 - Ajiona Alexus, attrice e cantante statunitense
- 1996 - Berny Burke, calciatore costaricano
- 1996 - Riccardo Copelli, pallavolista italiano
- 1996 - Soyol-Erdene Gal-Erdene, calciatore mongolo
- 1996 - Juan Martín Gonella, calciatore uruguaiano
- 1996 - Soumiya Iraoui, judoka marocchina
- 1996 - Fəhmin Muradbəyli, calciatore azero
- 1996 - Jean-Pierre Rhyner, calciatore svizzero
- 1996 - Yōhei Takaoka, calciatore giapponese
- 1996 - Ivan Toney, calciatore inglese
- 1996 - Tsend-Ochir Tsogtbaatar, judoka mongolo
- 1996 - Cecilia Zandalasini, cestista italiana
- 1997 - Dominic Calvert-Lewin, calciatore inglese
- 1997 - Xavier Cañellas, ciclista su strada e pistard spagnolo
- 1997 - Dario Cavaliere, schermidore italiano
- 1997 - Diananda Choirunisa, arciera indonesiana
- 1997 - Olivier Cortale, cestista francese
- 1997 - Daniel De Silva, calciatore australiano
- 1997 - Gonzalo Escobar, calciatore argentino
- 1997 - Maurício Garcez, calciatore brasiliano
- 1997 - Gracie Lawrence, attrice e cantante statunitense
- 1997 - Jassim Yaqoob, calciatore emiratino
- 1997 - Florian Neuhaus, calciatore tedesco
- 1997 - Shamar Nicholson, calciatore giamaicano
- 1997 - Veronika Remenárová, cestista slovacca
- 1997 - Fede San Emeterio, calciatore spagnolo
- 1997 - Borja San Emeterio, calciatore spagnolo
- 1997 - Rasmus Nicolaisen, calciatore danese
- 1997 - Xande Silva, calciatore portoghese
- 1997 - Ted Sutherland, attore statunitense
- 1997 - Jérémy Corinus, calciatore francese
- 1997 - Miriam Vece, pistard italiana
- 1997 - Tyrel Jackson Williams, attore statunitense
- 1997 - Daniela Öhman, pallavolista finlandese
- 1998 - Marcus Degerlund, calciatore svedese
- 1998 - Mohamed Ibrahim El-Sayed, lottatore egiziano
- 1998 - Constantin Frantzen, tennista tedesco
- 1998 - Marco Friedl, calciatore austriaco
- 1998 - Bence Gergényi, calciatore ungherese
- 1998 - Giulia Formenton, canoista italiana
- 1998 - Martin Hongla, calciatore camerunese
- 1998 - Haruka Kitaguchi, giavellottista giapponese
- 1998 - Angel Ljaskov, calciatore bulgaro
- 1998 - Luka Marin, calciatore croato
- 1998 - Martín Pino, calciatore argentino
- 1998 - Lil Keed, rapper statunitense († 2022)
- 1998 - Nehar Sadiki, calciatore macedone
- 1998 - Léo Seydoux, calciatore svizzero
- 1998 - Terrence Tisdell, calciatore liberiano
- 1999 - Quinton Bohanna, giocatore di football americano statunitense
- 1999 - Joe Brier, velocista britannico
- 1999 - Lazar Carević, calciatore montenegrino
- 1999 - Tiago Campos, nuotatore portoghese
- 1999 - Julius Eskesen, calciatore danese
- 1999 - Felix Örn Friðriksson, calciatore islandese
- 1999 - Danny Gruper, calciatore israeliano
- 1999 - Amine Guennichi, lottatore tunisino
- 1999 - Vladimir Guerrero Jr., giocatore di baseball canadese
- 1999 - Bailie Key, ex ginnasta statunitense
- 1999 - John Meeks, cestista statunitense
- 1999 - Gabriel Santos, calciatore brasiliano
- 1999 - Thibo Somers, calciatore belga
- 1999 - Antōnīs Stergiakīs, calciatore greco
- 2000 - Justin Baas, calciatore filippino
- 2000 - Kierstan Bell, cestista statunitense
- 2000 - Victor Guernalec, ciclista francese
- 2000 - Umut Güneş, calciatore tedesco
- 2000 - Ashley Joens, cestista statunitense
- 2000 - Rahul Kannoly Praveen, calciatore indiano
- 2000 - Dominik Kother, calciatore tedesco
- 2000 - Vladislav Lavskyj, altista ucraino
- 2000 - Kira Lewis, cestista statunitense
- 2000 - Fernando Lindez, attore e modello spagnolo
- 2000 - Jevhen Marusjak, saltatore con gli sci ucraino
- 2000 - Isaiah Parente, calciatore statunitense
- 2000 - Sara Rask, sciatrice alpina svedese
- 2000 - Sebastian Schjerve, sciatore freestyle norvegese
- 2000 - Jalen Smith, cestista statunitense
- 2000 - Lewis Smith, calciatore scozzese
- 2000 - Cole Turner, giocatore di football americano statunitense

## XXI secolo(30)
- 2001 - Nikolaos Athanasiou, calciatore greco
- 2001 - Sacha Bansé, calciatore belga
- 2001 - Anis Ben Slimane, calciatore danese
- 2001 - Kyle Hamilton, giocatore di football americano statunitense
- 2001 - Nuno Lima, calciatore portoghese
- 2001 - Takumi Nakamura, calciatore giapponese
- 2001 - Decamerion Richardson, giocatore di football americano statunitense
- 2001 - Oblique Seville, velocista giamaicano
- 2002 - Isabelle Allen, attrice britannica
- 2002 - Arnaud De Lie, ciclista su strada belga
- 2002 - Timmy Gillion, pistard francese
- 2002 - Nathanaël Mbuku, calciatore francese
- 2002 - Novak Tepšić, calciatore croato
- 2002 - Robin Tihi, calciatore svedese
- 2002 - Luca Urlando, nuotatore statunitense
- 2002 - Germán Valera, calciatore spagnolo
- 2003 - Jacopo Fazzini, calciatore italiano
- 2003 - Matilda Vinberg, calciatrice svedese
- 2003 - Blake Wesley, cestista statunitense
- 2004 - Rodriguinho, calciatore brasiliano
- 2004 - Omar El Sawy, calciatore rumeno
- 2004 - Marko Farji, calciatore iracheno
- 2004 - Adam Griger, calciatore slovacco
- 2004 - Lukas Ullrich, calciatore tedesco
- 2005 - Amy Ackerman, giocatrice di badminton sudafricana
- 2005 - Silvano Vos, calciatore olandese
- 2005 - Zé Guilherme, calciatore brasiliano
- 2006 - Catherine Kunin, nuotatrice artistica israeliana
- 2007 - Harry Amass, calciatore inglese
- 2007 - Francesco Crotti, triplista italiano